# Каплан, Роберт (экономист)
Роберт Каплан (англ. Robert S. Kaplan; род. 2 мая 1940, Нью-Йорк, Нью-Йорк) — профессор в Гарвардской школе бизнеса, исследователь стратегического менеджмента.

## Биография
Выпускник МТИ. Известен разработкой двух подходов — ABC и BSC (Система сбалансированных показателей). Особенно популярна BSC, которая появилась благодаря совместной работе Роберта Каплана и Дэвида Нортона в конце XX века (1992).